# グドフ
座標: 北緯58度45分 東経27度49分 / 北緯58.750度 東経27.817度

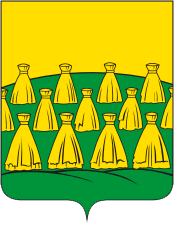
グドフの紋章

グドフ（グドーフ；ロシア語: Гдов）はロシア北西部のプスコフ州最北部にある町。グドフカ川沿いの町で、ペイプシ湖の北東岸に注ぐ河口から2kmほど遡ったところにある。州都プスコフからは北へ125km。ペイプシ湖の対岸はエストニアになる。人口は2002年国勢調査で5,171人。

## 歴史

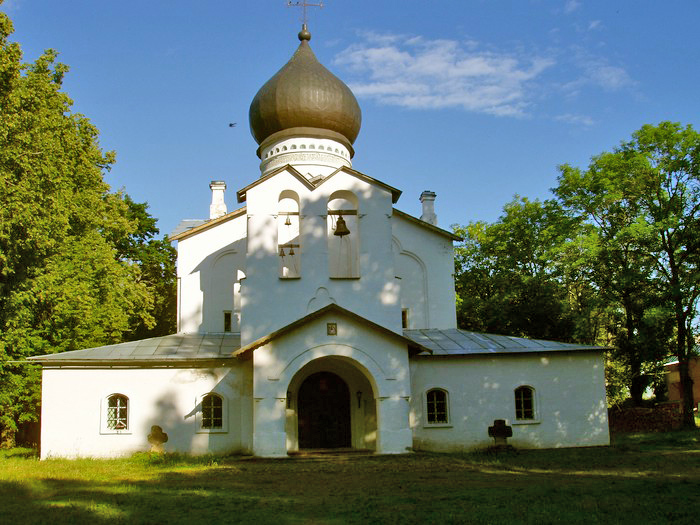
神の母の権柄のイコン聖堂。15世紀に建てられ、第二次世界大戦で破壊されたが1980年代に再建された

グドフは14世紀初頭に、プスコフ公国の北の前哨として建てられた。1431年から1434年の間、プスコフ公国はグドフにクレムリ（城塞）を築き、その城壁などの遺構は現在も見ることができる。ロシアの西の国境であったグドフは、ポーランド・リトアニア共和国やスウェーデンの軍勢に何度も攻められその支配を受けている。ロシア・スウェーデン戦争（1590年-1595年）やイングリア戦争（1610年-1617年）でも戦いの舞台となったが、1617年にロシア領に戻った。
1780年にグドフは市の地位を与えられ、1781年に紋章が定められた。1874年から1912年までグドフではゼムストヴォ（地方自治機関）の独自の切手を発行している。ロシア内戦中の1919年5月には、白軍のニコライ・ユデーニチ将軍の部隊がプスコフ、ヤンブルク（現在のキンギセップ）とともにグドフを占領している。
第二次世界大戦では1941年7月19日にドイツ国防軍がグドフを占領した。1944年2月4日には赤軍が奪還したが、ドイツ軍はグドフの聖堂群などを破壊して退却した。15世紀のプスコフ公国の建築の好例だったこれらの聖堂のいくつかは戦後になり再建された。